# Jean-Pierre Ponnelle

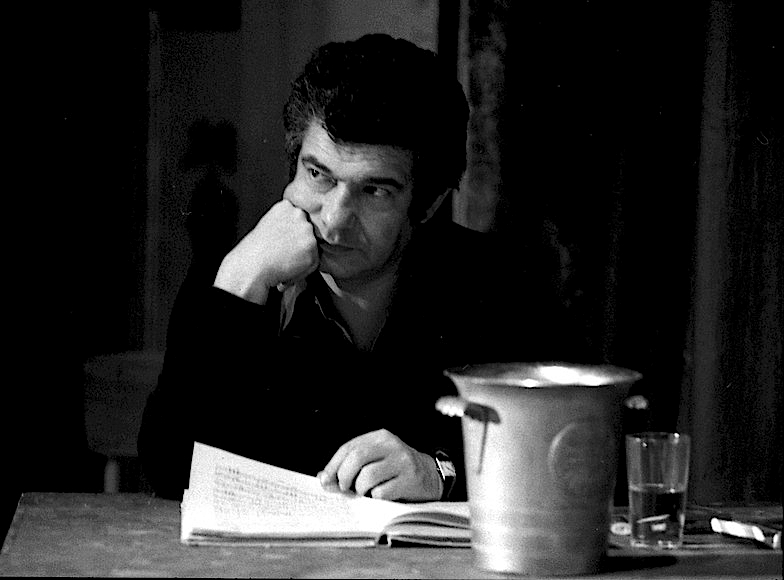
Jean-Pierre Ponnelle, 1980.

Jean-Pierre Ponnelle (Parigi, 19 febbraio 1932 – Monaco di Baviera, 11 agosto 1988) è stato uno scenografo, costumista e regista teatrale francese, specializzato nella direzione di opere liriche.

## Biografia
Studiò filosofia, arte e storia a Parigi, e nel 1952 iniziò la sua carriera in Germania come scenografo nell'opera di Hans Werner Henze Boulevard Solitude. Fu molto influenzato dall'opera di Georges Wakhévitch, che aveva disegnato scene e costumi per il teatro, il balletto e l'opera.
Nel 1962 Ponnelle realizzò la sua prima regia operistica con la messa in scena del Tristano e Isotta di Richard Wagner a Düsseldorf. La sua produzione di quell'opera al Festival di Bayreuth del 1981 venne considerata unanimemente, dal punto di vista estetico, come una delle più belle della storia dell'opera.
Il suo lavoro in tutto il mondo comprende produzioni sceniche per la Metropolitan Opera House e la San Francisco Opera, e versioni filmate di opere come Il barbiere di Siviglia di Rossini diretta da Claudio Abbado con Hermann Prey nel 1972, Madama Butterfly di Puccini diretta da Herbert von Karajan con Plácido Domingo nel 1974, Le nozze di Figaro di Mozart diretta da Karl Böhm con Hermann Prey nel 1976, La Cenerentola di Rossini diretta da Claudio Abbado con Frederica von Stade nel 1981, Rigoletto di Verdi diretta da Riccardo Chailly con Luciano Pavarotti nel 1983, e Così fan tutte di Mozart diretta da Nikolaus Harnoncourt con Edita Gruberová nel 1988.
Alla Scala di Milano fecero epoca le sue produzioni di opere buffe di Rossini, ideate in collaborazione con Claudio Abbado e riprese per decenni a partire dagli anni settanta.
Ponnelle fu spesso ospite al Festival di Salisburgo.
Le sue produzioni hanno spesso fatto discutere per la sua personale interpretazione di lavori ben noti.
Ponnelle morì a Monaco di Baviera nel 1988 a seguito di una embolia polmonare.

## Filmografia

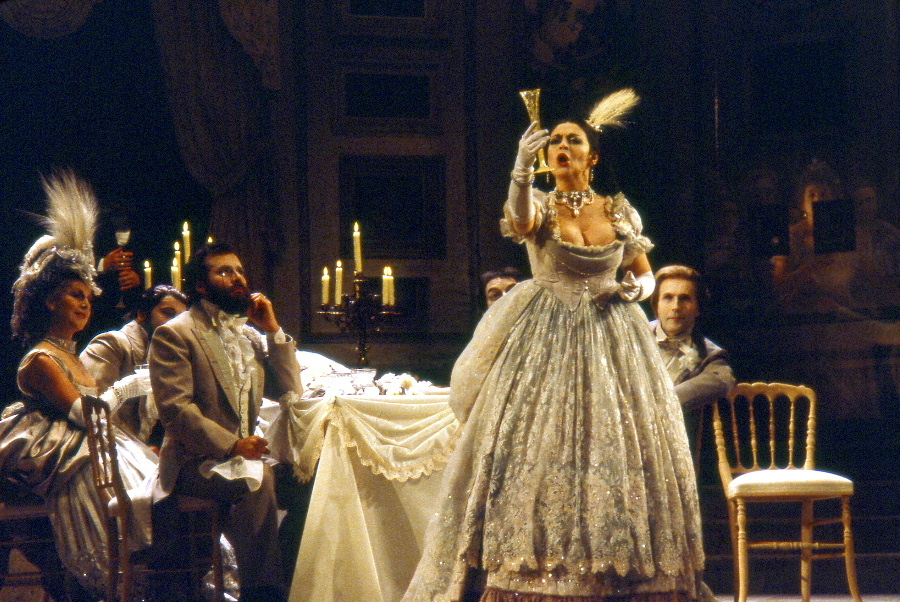
Catherine Malfitano, Traviata, 1980.

- (1972) Gioachino Rossini, Il barbiere di Siviglia - direttore d'orchestra: Claudio Abbado, Orchestra del Teatro alla Scala; Teresa Berganza, Hermann Prey, Luigi Alva, Enzo Dara, Paolo Montarsolo; Teatro alla Scala, riprese effettuate a: Milano/Salzburg 1971/72. (Deutsche Grammophon, DVD 0440 073 40073).
- (1974) Giacomo Puccini, Madama Butterfly - direttore d'orchestra: Herbert Von Karajan, Wiener Philharmoniker; Mirella Freni, Plácido Domingo, Christa Ludwig. Film, riprese effettuate a Berlin & Wien, Unitel 1974. (Deutsche Grammophon, DVD 00440 073 4037).
- (1975) Carl Orff, Carmina Burana - direttore d'orchestra: Kurt Eichhorn, Münchner Rundfunkorchester; Lucia Popp, John van Kesteren, Hermann Prey. Film, ripresa a: Bavaria Film- und Fernsehgesellschaft Monaco di Baviera 1975. (BMG, DVD 74321 852859).
- (1976) Wolfgang Amadeus Mozart, Le nozze di Figaro -  direttore d'orchestra: Karl Böhm, Wiener Philharmoniker; Hermann Prey, Mirella Freni, Dietrich Fischer-Dieskau, Kiri Te Kanawa, Maria Ewing, Paolo Montarsolo. Wiener Staatsoper 1976. (Deutsche Grammophon, DVD 0440 073 4034 9).
- (1976) Giuseppe Verdi, Falstaff - direttore d'orchestra: Sir John Pritchard, London Philharmonic & Glyndebourne Chorus; Donald Gramm, Benjamin Luxon, Kay Griffel, Elizabeth Gale, Nucci Condò, Reni Penková. Glyndebourne Festival 1976. (Arthaus, DVD 101 083).
- (1978) Claudio Monteverdi, L'Orfeo - direttore d'orchestre: Nikolaus Harnoncourt, Concentus Musicus, Philippe Huttenlocher, Trudeliese Schmidt, Roland Hermann. Opernhaus Zürich 1978. (Deutsche Grammophon, DVD 44007 34163).
- (1979) Claudio Monteverdi, Il ritorno d'Ulisse in patria - direttore d'orchestra: Nikolaus Harnoncourt, Concentus Musicus, Werner Hollweg, Trudeliese Schmidt, Francisco Araiza, Simon Estes, Opernhaus Zürich 1979. (Deutsche Grammophon, DVD 44007 34268).
- (1979) Claudio Monteverdi, L'incoronazione di Poppea - direttore d'orchestra: Nikolaus Harnoncourt, Concentus Musicus, Rachel Yakar, Eric Tappy, Trudeliese Schmidt, Matti Salminen, Janet Perry. Opernhaus Zürich 1979. (Deutsche Grammophon, 2 DVD 044007341742 GH2)
- (1980) Wolfgang Amadeus Mozart, La Clemenza di Tito - direttore d'orchestra: James Levine, Wiener Philharmoniker; Tatiana Troyanos, Carol Neblett, Catherine Malfitano, Eric Tappy, Anne Howells. Film, ripreso a: Roma 1980. (Deutsche Grammophon, DVD 44007 34128).
- (1981) Gioachino Rossini, La Cenerentola - direttore d'orchestra: Claudio Abbado; Orchestra del Teatro alla Scala, Frederica Von Stade, Paolo Montarsolo, Francisco Araiza, Margherita Guglielmi, Claudio Desderi. Teatro alla Scala, Milano 1981. (Deutsche Grammophon 00440 073 4096).
- (1982) Wolfgang Amadeus Mozart, Idomeneo -  direttore d'orchestra: James Levine,  The Metropolitan Opera Orchestra and Chorus; Luciano Pavarotti, Ileana Cotrubaș, Hildegard Behrens, Frederica von Stade, John Alexander. Metropolitan Opera New York 1982. (Deutsche Grammophon, DVD 0440 073 4234 3 GH 2).
- (1982) Wolfgang Amadeus Mozart, Die Zauberflöte, direttore d'orchestra: James Levine, Wiener Philharmoniker; Ileana Cotrubaș, Edita Gruberová, Peter Schreier, Martti Talvela. Salzburger Festspiele 1982. (TDK, DVD 24121 00125).
- (1983) Jules Massenet, Manon - direttore d'orchestra: Ádám Fischer, Wiener Staatsoper; Edita Gruberová, Francisco Araiza, Pierre Thau, Hans Helm. Wiener Staatsoper 1983. (Deutsche Grammophon, DVD 0440 073 4096).
- (1983) Giuseppe Verdi, Rigoletto - direttore d'orchestra: Riccardo Chailly, Wiener Philharmoniker; Edita Gruberová, Luciano Pavarotti, Ingvar Wixell. Film, riprese furono effettuate a: Parma, Mantova & Sabbioneta 1983. (Deutsche Grammophon, DVD 0714019).
- (1983) Richard Wagner, Tristan und Isolde - direttore d'orchestra: Daniel Barenboim, Orchester der Bayreuther Festspiele; René Kollo, Johanna Meier, Matti Salminen, Hermann Becht, Hanna Schwarz. Bayreuther Festspiele 1983. (Unitel 1983, Deutsche Grammophon DVD 44007 34321).
- (1985) Paul Hindemith, Cardillac - direttore d'orchestra: Wolfgang Sawallisch, Bayerisches Staatsoperchester; Donald McIntyre, Robert Schunk, Doris Soffel, Josef Hopferwieser. Bayerische Staatsoper 1985. (Deutsche Grammophon, DVD 00440 073 4324)
- (1986) Wolfgang Amadeus Mozart, Mitridate, re di Ponto - direttore d'orchestra: Nikolaus Harnoncourt, Concentus Musicus; Gösta Winbergh, Ann Murray, Yvonne Kenny. Film, ripreso a: Vicenza, Teatro Olimpico 1986. (Deutsche Grammophon, DVD 00440 073 4127).
- (1986) Gioachino Rossini, L'italiana in Algeri - direttore d'orchestra: James Levine, The Metropolitan Opera Orchestra and Chorus; Marilyn Horne, Paolo Montarsolo. Metropolitan Opera New York 1986. (Deutsche Grammophon, DVD 0440 073 4261).
- (1988) Wolfgang Amadeus Mozart, Così fan tutte - direttore d'orchestra: Nikolaus Harnoncourt, Wiener Philharmoniker; Edita Gruberová, Teresa Stratas, Luis Lima, Ferruccio Furlanetto, Delores Ziegler, Paolo Montarsolo. Film, ripreso a: Bavaria Film- und Fernsehgesellschaft Monaco di Baviera 1988.(Deutsche Grammophon 0440 073 4237).